# Císařská louka
Die Císařská louka (deutsch: Kaiserwiese) ist eine 1,7 km lange Insel in der Moldau in Prag-Smíchov, die durch den Hafen von Smíchov vom linken Ufer der Moldau getrennt ist.

## Geschichte
Im Mittelalter hieß die Insel Königswiese, da dort wahrscheinlich 1297 das große Krönungsfest von Wenzel II. (Böhmen) stattfand. Im 19. Jahrhundert wurde die Wiese zu einem beliebten Ausflugsziel der Prager Bürger. Hier fanden gesellschaftliche Veranstaltungen und Sportwettkämpfe, darunter auch Pferderennen, statt.
Die Kaiserwiese wurde in den Jahren 1899–1903 für den Bau des Kaiser Franz Joseph Hafens durch die Entnahme von Erde aus der westlichen Hälfte künstlich zu einer Insel. Das erste Derby zwischen Slavia Prag und Sparta Prag fand 1896 auf dem örtlichen Fußballplatz statt.

## Anfahrt
Die Insel ist am südlichen Ende über eine Brücke von Smichov (Smichow) aus zu erreichen. Von der Kaiserwiese verkehren Fähren zu den beiden Ufern der Moldau. Derzeit verfügt die Insel über einen kleinen Bootshafen, einen Campingplatz für Wohnwagen, Sportanlagen und ein Restaurant.

## Weblinks

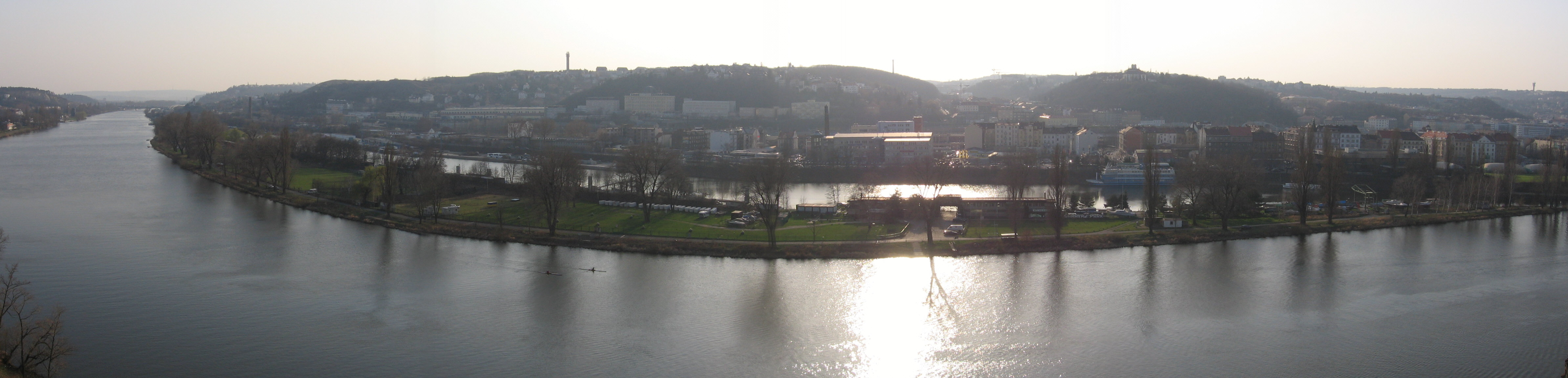
Sicht auf die Insel vom Vyšehrad